# 야나기가우라정
야나기가우라정 (야나기가우라마치)(柳ヶ浦町)은 오이타현 우사군에 있던 정이다. 현재의 우사시의 일부에 해당한다.